# Lena Paul

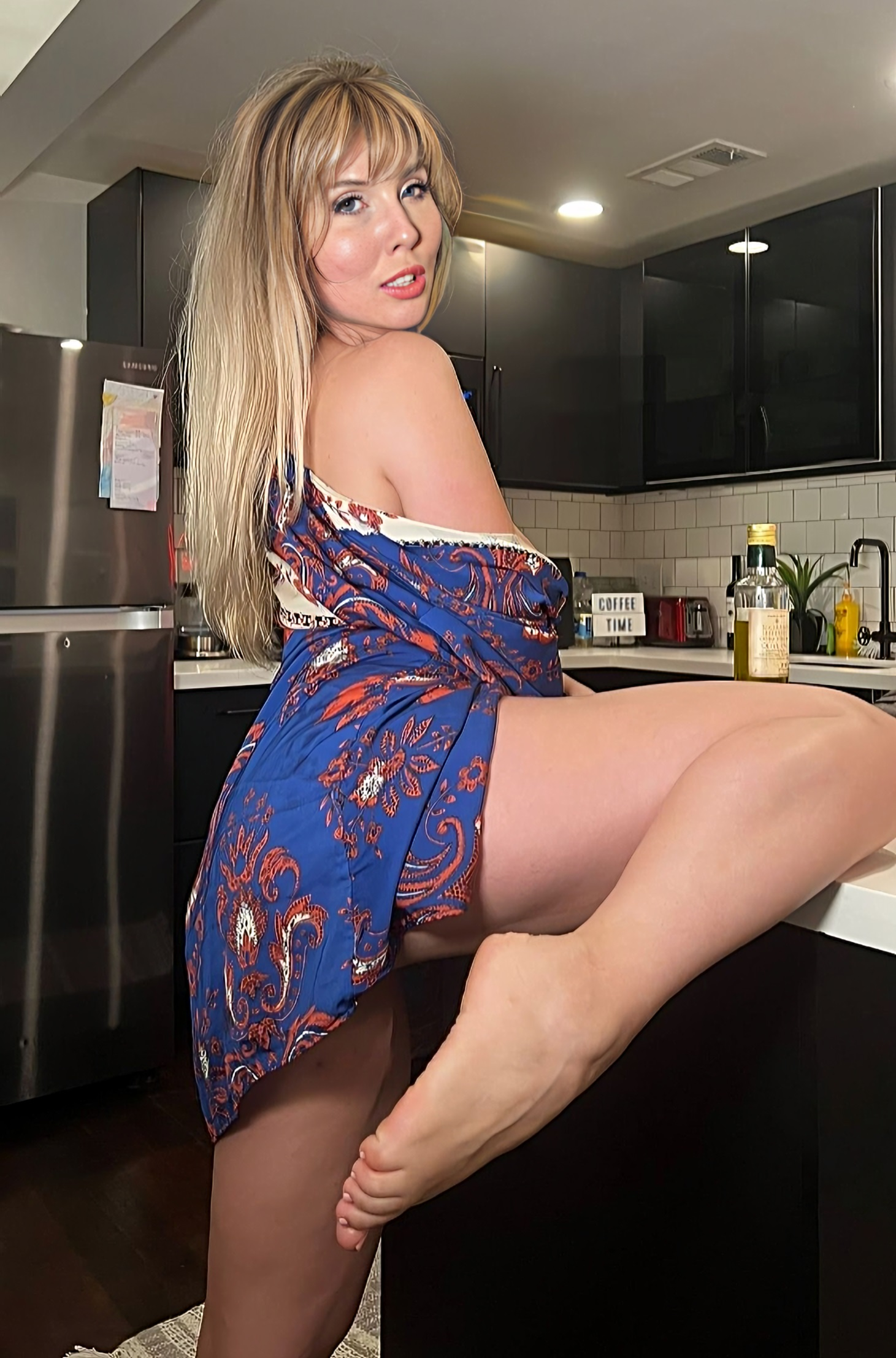
Lena Paul (2022)

Lena Paul (* 12. Oktober 1993 in DeLand, Volusia County, Florida) ist eine US-amerikanische Pornodarstellerin.

## Biografie
Lena Paul begann ihre Karriere in der Hardcorebranche im Jahr 2016. Seitdem hat sie Filme für die Studios Jules Jordan Video, Naughty America, Brazzers, und Wicked Pictures sowie Blacked.com gedreht. Sie hat große, natürliche Brüste und ist daher oft in Produktionen des entsprechenden Genres zu sehen. In der Pornoparodie Justice League XXX: An Axel Braun Parody spielte sie die Rolle der Lana Lang.
Im Mai 2018 hatte Paul ihr Drehbuchdebüt und schrieb zusammen mit der Regisseurin Bree Mills den Film Airtight Invasion für das Studio PureTaboo. In dem Film spielt Paul Veronica, die Tochter eines reichen Gangsters, die von drei Männern entführt wird. Im Laufe der Zeit kooperiert sie jedoch immer mehr mit den Entführern, die Lösegeld erpressen wollen. Schließlich schlägt Veronica ihren Entführern vor, Sex mit ihr zu haben und Fotos davon zu machen, um ihren Vater dazu zu bewegen, das Lösegeld zu zahlen. Die Entführer gehen auf das Angebot ein. Laut eigener Aussage verarbeitete Paul in Airtight Invasion einen wiederkehrenden Alptraum, der sie heimsuchte, nachdem sie Opfer eines sexuellen Übergriffs geworden war. Der Film stelle daher ihren Beitrag zur MeToo-Debatte dar. Paul hofft, dass er zum Empowerment von Frauen, die von sexuellem Missbrauch betroffen sind, beiträgt.

## Auszeichnungen
- 2018: AVN Award als Hottest Newcomer (Fan Award)[2]
- 2018: XRCO Award als New Starlet[3]
- 2020: AVN Award für Best Group Sex Scene (in Drive mit Angela White, Autumn Falls, Alina Lopez und Manuel Ferrara)[4]

## Nominierungen
- 2017: XBIZ Award für Best Sex Scene – All-Sex Release in Curve Appeal
- 2018: AVN Award als Best New Starlet
- 2018: AVN Award für Best All-Girl Group Sex Scene in Women Seeking Women 140
- 2018: XBIZ Award als Best New Starlet
- 2018: XBIZ Award für Best Non-Sex Performance in Justice League XXX: An Axel Braun Parody, Best Sex Scene – All-Girl Release in Please Make Me Lesbian 15

## Filmografie (Auswahl)
- 2017: Black & White 8
- 2017: Breast Worship 5
- 2017: Interracial Icon 4
- 2017: The Art of Anal Sex 5
- 2017: Justice League XXX: An Axel Braun Parody
- 2017: Family Holiday
- 2017: Interracial Teens 4
- 2018: DP Me 6
- 2018: Big Wet Tits 17
- 2018: Erotic Massage Stories 10
- 2018: Perfectly Natural 15
- 2018: The Bombshells 8
- 2019: Natural 3
- 2019: Squirt for Me 6
- 2019: Lesbian Superstars
- 2019: Bang POV 13
- 2019: Tushy Raw 2
- 2019: Watching My Hotwife 6
- 2019: Drive
- 2021: Blacked Raw 37
- 2021: When Girls Play 15
- 2021: Overworked Titties 10
- 2021: Girls Of Bangbros 86: Lena Paul
- 2021: Jerk Off Instructions 3
- 2021: Muse Season 2
- 2022: Big Breast Seductions 6
- 2022: Busty 23
- 2022: Stacked Beauties